# Luteobalmus boulardi
Luteobalmus boulardi är en insektsart som beskrevs av Freytag 2006. Luteobalmus boulardi ingår i släktet Luteobalmus och familjen dvärgstritar. Inga underarter finns listade i Catalogue of Life.